# Pepelu
José Luis García Vayá (Dénia, 11 augustus 1998) – bekend als Pepelu – is een Spaans voetballer die bij voorkeur als defensieve middenvelder speelt. Hij tekende in 2023 voor Valencia CF.

## Clubcarrière
Pepelu komt uit de jeugd van Levante, waar hij pas in 2021 zijn kans kreeg na verhuurperiodes aan Hércules CF, CD Tondela en Vitória SC. Op 8 juli 2023 tekende hij een vijfjarig contract bij stadsrivaal Valencia CF, dat vijf miljoen euro veil had voor de middenvelder. 

## Interlandcarrière
Op 2 september 2024 werd Pepelu voor het eerst opgeroepen voor het Spaans voetbalelftal.